# ニシャ・サヴェリッチ
ニシャ・サヴェリッチ（セルビア語: Ниша Савељић, ラテン文字転写: Niša Saveljić、1970年3月27日 - ）は、モンテネグロとフランスの元サッカー選手。ポジションはディフェンダー。
従弟のエステバン・サヴェリッチもサッカー選手である。

## 来歴
1995年にユーゴスラビア代表デビュー。1998 FIFAワールドカップ、UEFA EURO 2000にも出場した。ユーゴスラビア代表で32試合に出場、1得点をあげた。

## 代表歴

### 出場大会
- ユーゴスラビア代表
  - 1998 FIFAワールドカップ

### 試合数
- 国際Aマッチ 32試合 1得点（1995年-2000年）[1]

| ユーゴスラビア代表 | 国際Aマッチ | 国際Aマッチ |
| 年                 | 出場        | 得点        |
| ------------------ | ----------- | ----------- |
| 1995               | 4           | 1           |
| 1996               | 5           | 0           |
| 1997               | 5           | 0           |
| 1998               | 7           | 0           |
| 1999               | 3           | 0           |
| 2000               | 8           | 0           |
| 通算               | 32          | 1           |